# Струмешница (село)
 Тази статия е за селото.  За реката вижте Струмешница.  
Струмѐшница е село в Югозападна България. То се намира в община Петрич, област Благоевград.

## География
Село Струмешница е разположено на 14 километра западно от общинския център Петрич в южното подножие на планината Огражден в Петричката котловина. Климатът е преходносредиземноморски с летен минимум и зимен максимум на валежите. Средната годишна валежна сума е около 550 милиметра. Край селото тече река Струмешница, която огражда землището му от юг, а източно от него - река Градешница. Селото е един от изходни пунктове за високите части на Огражден.

## История
Село Струмешница е признато през януари 1963 година от населено място Самуилова крепост за село. Дотогава населеното място е известно и с името Градешница. Първите заселници се установяват през 1949 година и са от днешното село Гега, махала Учкунци.

## Население

### Демография през годините
| Година | 1965 | 1975 | 1985 | 1992 | 2001 | 2011 | 2015 | 2020 |
| ------ | ---- | ---- | ---- | ---- | ---- | ---- | ---- | ---- |
| Жители | 207  | 256  | 310  | 363  | 394  | 360  | 354  | 311  |

При преброяването през 2011 г. населението на с. Струмешница е 360 жители. От етническа гледна точка, повечето от жителите (94,16%) са българи, като малцинство от роми е само 1,11%. Етническата принадлежност е неизвестна за 0,27% от населението.

### Етнически състав
Преброяване на населението през 2011 г.
Численост и дял на етническите групи според преброяването на населението през 2011 г.:
|                     | Численост |
| Общо                | 360       |
| Българи             | 339       |
| Турци               | -         |
| Цигани              | 4         |
| Други               | 16        |
| Не се самоопределят | -         |
| Неотговорили        | -         |

## Културни и природни забележителности
Точно след селото се намира Самуиловата крепост. Тук през 1014 година става Беласишката битка между цар Самуил и византийските войски.